# Lepismium
A Lepismium nemzetség csüngő, vékony hajtású epifiton kaktuszfajok nemzetsége.

## Elterjedésük
Elterjedési területe Brazília, Argentína, Paraguay, Bolívia.

## Jellemzőik
Hajtásuk lapos, kerek vagy sokszögletű. Viráguk a mély és szőrpamaccsal kitöltött areolában képződik, 10–30 mm hosszú, fehér, sárga, vagy vörös. A virág helyén beszáradó sebhely marad. A termések a mély areolákban ülnek. A termés húsos, piros vagy fehér bogyó.

## Rokonsági viszonyaik
Sok szerző a Rhipsalis nemzetségben tárgyalja fajait. A Barthlott & Taylor (1995) által közölt rendszertől eltérően a korábbi Pfeiffera és Acanthorhipsalis subgenusok Pfeiffera nemzetségnéven az Echinocereeae tribusba kerültek át a molekuláris genetikai vizsgálatok eredményeképpen.

## Fajok
Subgenus Houlletia Barthlott & N.P. Taylor:
- Lepismium houlletianum (Lemaire) Barthlott in Bradleya 5 (1987)
- Lepismium warmingianum (K. Schumann) Barthlott in Bradleya 5 (1987)

Subgenus Lepismium Pfeiffer:
- Lepismium cruciforme (Vellozo) Miquel, Bull. Neeri. 49. (1838)
- Lepismium floribundum Süpplie in Rhipsalis & Lepismium 65" (2007)
- Lepismium incachacanum (Cardenas) Barthlott in Bradleya 5: 99 (1987)
- Lepismium lorentzianum (Grisebach) Barthlott in Bradleya 5: 99 (1987)

Subgenus Ophiorhipsalis (K. Schumann) Barthlott:
- Lepismium lumbricoides (Lemaire) Barthlott in Bradleya 5 (1987)